# Zabid

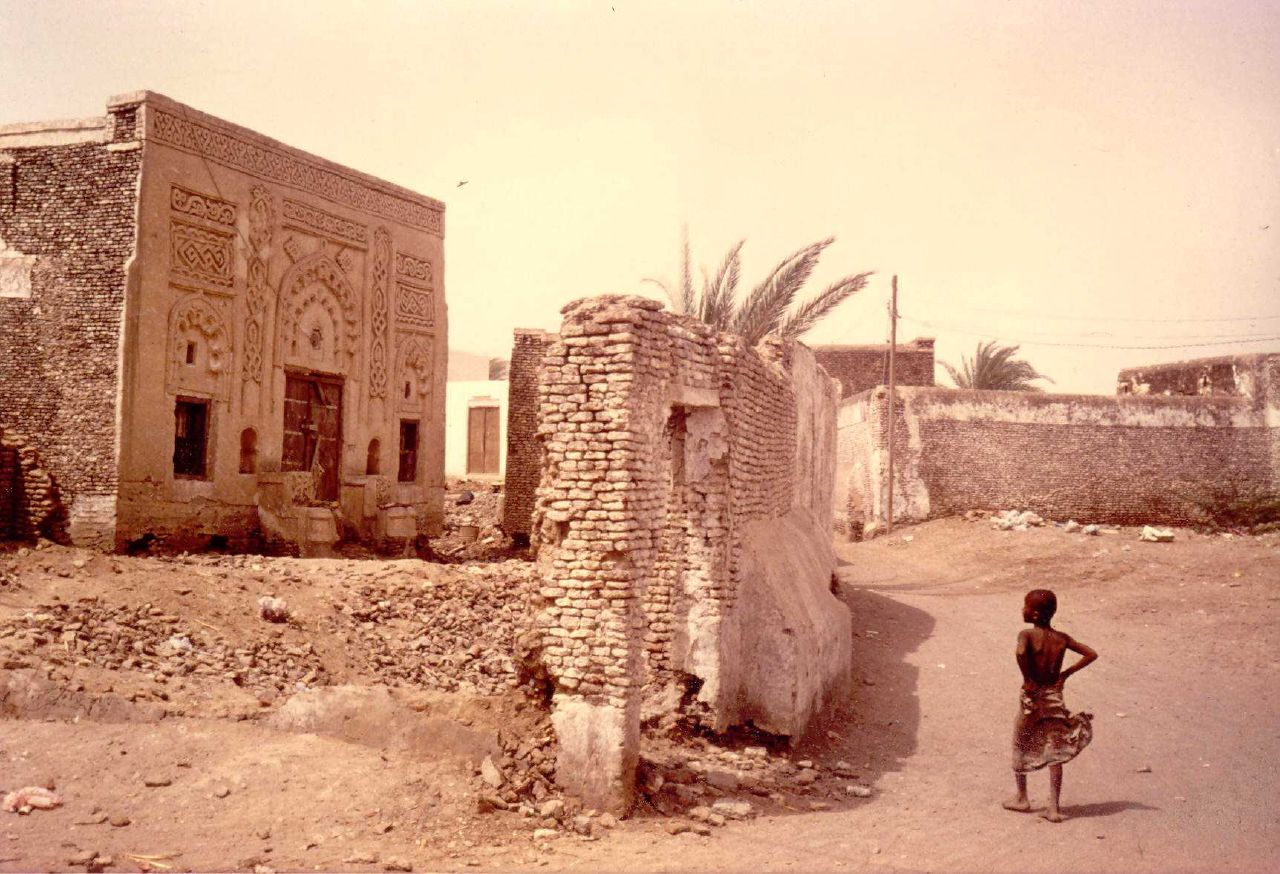
Szene in Zabid

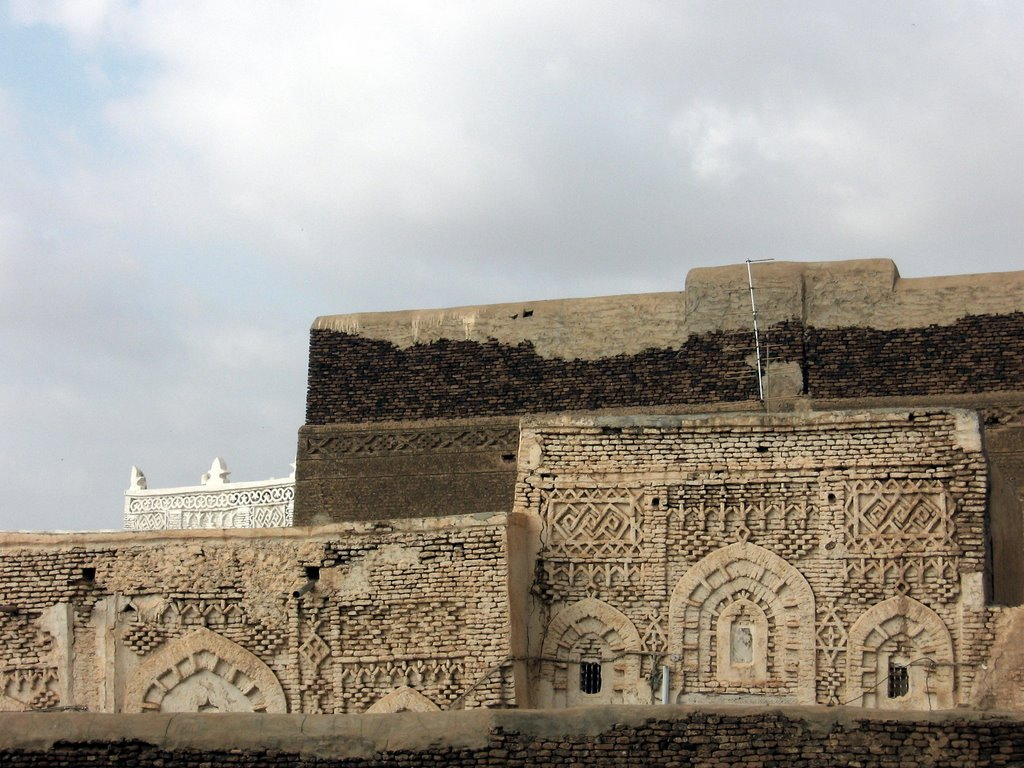
Der typische historische Baustil der Stadt

Zabid (arabisch زبيد, DMG Zabīd) ist eine Stadt in der Küstenregion zum Roten Meer (Tihama) im Jemen. Nach Bayt al-Faqīh ist sie die größte Stadt in der Tihama und nach dem südlich gelegenen Wadi Zabid benannt. Die Stadt liegt im Zentrum einer landwirtschaftlich genutzten Ebene, etwa 100 Kilometer südöstlich der Hafenstadt al-Hudaida. Die Provinzstadt beherbergt etwa 21.500 Einwohner.

## Geschichte
Zabid wurde 821 vom ziyadidischen Feldherr Abdallah Ibn Ziyād begründet. Sie war die einzige bekannte Planstadt im Jemen und wies sich mit zentral gelegener Moschee, umgeben vom Suq und den dahinter liegenden Wohnvierteln aus. Vier Hauptachsen führten aus dem Inneren der Stadt zu den Stadttoren. Im gleichnamigen Wadi wurden Baumwolle und Indigo angebaut, was im 19. Jahrhundert zu einem schwunghaften Handel mit Textilerzeugnissen führte. Der hochwasserbedingt angeschwemmte Lehm wurde für den Ziegelhausbau verwendet.
Der Feldherr legte auch den Grundstein für das Universitätswesen in der Stadt und zeichnet verantwortlich für herausragende akademische Leistungen im arabischen Raum im Bereich der Algebra. Zabid erlangte dabei schnell den Ruf als Gelehrtenstadt. In seiner Blütezeit unter den Rasuliden bot die Universität 5000 Studienplätze. Bis heute liegt der Sitz der religiösen Hochschule der Schāfiʿiten, eine der vier sunnitischen Rechtsschulen (Madhhab) in Zabid.
Von diesem Jahr 821 an, bis 1018 war sie die Hauptstadt der Ziyadid-Dynastie. Nach der Ermordung des Ziyadiden-Herrschers fiel Zabid an die Nadschahid-Dynastie. Deren Hauptstadt wurde sie von 1022 bis 1158. Vom 13. bis zum 15. Jahrhundert war Zabid die Hauptstadt Jemens unter den Rasuliden (1240–1420). Mit der Eroberung der Stadt durch die Osmanen im Jahr 1538 begann der Niedergang der Stadt. In der Folgezeit wanderte das Handwerk nach Bayt al-Faqīh ab und der Kaffeehandel lief an Zabid vorbei.
Im Jahr 1763 besuchte der Forschungsreisende Carsten Niebuhr die Stadt.

## Stadtbild
Innerhalb der ehemaligen Stadtmauer, von der die vier Stadttore erhalten sind, liegen die um Wohnhöfe gebauten Häuser der Altstadt (Medina). Sehenswert sind die Große Moschee im Westen, die Zitadelle und einstige Lehrgebäude der ehemaligen Universität (al-Bayshiya). Vorherrschend wird aus gebrannten Lehmziegeln gebaut. Die Häuser sind niedrig, allenfalls eingeschossig. Die Fassade wird durch eine Eingangstür und – diese flankierend – zwei Fenster gegliedert. Ein besonderer Hang zu Ornamenten und Ornamentsfriesen fällt auf. Mit Stuck wird reichhaltig verziert. Die Fassaden sind häufig weiß getüncht.

## UNESCO-Weltkulturerbe
Aufgrund ihrer historischen und kulturellen Bedeutung wurde die Stadt Zabid 1993 von der UNESCO zum Weltkulturerbe erklärt. Seit dem Jahr 2000 gehört sie aufgrund schlechter Restaurierung und Instandhaltung zur Roten Liste des gefährdeten Welterbes. Der historische Suq im Altstadtzentrum wird nicht mehr genutzt, viele Gebäude sind durch moderne Betonbauten ersetzt worden.
Während der Militärintervention im Jemen seit 2015 wurden historische Stuckgebäude des außerhalb der Stadt am Roten Meer liegenden mittelalterlichen Kaffeehandelshafen zerstört, während sich pro-saudische Stammesangehörige und Huthi-Rebellen Auseinandersetzungen in der Nähe eines Schreins lieferten, welchem nachgesagt wird, im Auftrag der biblischen Sagengestalt der Königin von Saba errichtet worden zu sein.